# Michail Petrovitj Artsybasjev

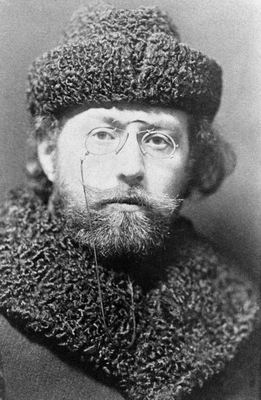
Michail Artsybasjev

Michail Petrovitj Artsybasjev, född 24 oktober 1878 och död 3 mars 1927, var en rysk författare.
Artsybasjev började sin litterära bana med en del välskrivna naturalistiska noveller i Aleksandr Kuprins och Maksim Gorkijs maner (1904) och väckte med sin roman Sanin (1907) både i Ryssland och i Västeuropa stort uppseende. Sigurd Agrell beskriver romanen: Framgången berodde väsentligen på en i Ryssland icke för tillstadd brutal omständlighet i framställningen av erotiska förhållanden. Berättelsens centralfigur, den råe och kraftfulle Sanin, bekänner sig öppet till en för tidsläget karakteristisk pseudonietzscheansk färgad livsåskådning med rent sensuell grundton: lastens förhärligande och köttets frihet predikas i uttalanden som i sin brist på högre intellektualism snart kommo att verka platta även för en bredare publik. Romanen har dock scener, som utmärka sig genom kraft och åskådlighet i framställningen, och berättelsens händelseutveckling har en viss schwung. Om hans andra roman, Vid yttersta punkten (1912), som inte hade samma framgång, kallar Agrell: "...ett försök att överbjuda "Sanin" i brutalt effektsökeri".